# Michael Arattukulam
Michael Arattukulam (* 17. April 1910 in Arthunkal, Kerala, Britisch-Indien; † 20. März 1995) war ein indischer Geistlicher und Bischof von Alleppey.

## Leben
Michael Arattukulam empfing am 29. August 1937 das Sakrament der Priesterweihe.
Am 19. Juni 1952 ernannte ihn Papst Pius XII. zum Bischof von Alleppey. Der Patriarch von Lissabon, Manuel Kardinal Gonçalves Cerejeira, spendete ihm am 7. Dezember desselben Jahres die Bischofsweihe; Mitkonsekratoren waren der Erzbischof von Goa und Daman, José da Costa Nunes, und der Koadjutorerzbischof von Goa und Daman, José Vieira Alvernaz.
Am 28. April 1984 nahm Papst Johannes Paul II. das von Michael Arattukulam aus Altersgründen vorgebrachte Rücktrittsgesuch an.